# Partido de General Sarmiento
General Sarmiento fue el nombre de un partido de la Provincia de Buenos Aires, que estaba situado en el noroeste del Gran Buenos Aires.

Aún se conserva una placa del partido de General Sarmiento en la entrada del palacio de la Municipalidad de San Miguel.

## Historia
Su creación como partido fue promulgada el 18 de octubre de 1889 por Ley provincial N° 2.198, comprendiendo los pueblos de San Miguel, Bella Vista y territorios de los partidos de Pilar y Las Conchas (actual Tigre).
En 1994 se sancionó Ley Provincial N.º 11.551/94, mediante la cual se decidió disolver legalmente el partido de General Sarmiento y crear en (su hasta entonces territorio) los partidos de José C. Paz, Malvinas Argentinas y San Miguel. Como la segunda de las nuevas jurisdicciones administrativas también recibió una pequeña porción (de sólo 3 km²) proveniente del partido del Pilar, a modo de compensación por esa pérdida, toda la localidad de Del Viso fue incorporada a la jurisdicción de este último.
General Sarmiento dejó de existir oficialmente el 10 de diciembre de 1995, día en que empezaron a funcionar las actividades municipales de los tres nuevos partidos. No obstante, la Universidad Nacional de General Sarmiento (UNGS), la cual por su parte fue fundada en 1992 y cuya sede principal pasó a quedar ubicada en el de Partido de Malvinas Argentinas, sigue manteniendo su antigua denominación.

### Población
Su población, que ya era de 502.926 habitantes según el censo de fines de 1980 (habiendo en ese momento implicado una densidad de 2.566 hab./km²), en el de 1991 (el último en el que el partido aún existía) fue de 652.969 hab. (3.331 hab./km²). Luego esta última cifra sería finalmente rebajada a 638.486 hab., debido al reajuste territorial postcensal.
Por su parte, los tres partidos en que fue dividido tenían una población combinada de 743.585 hab. (3.853 hab./km²) de acuerdo con el censo de 2001 y de 864.546 hab. (4.480 hab./sup2;) según el realizado a finales de 2010.
De seguir existiendo, y de haber mantenido el crecimiento mostrado entre 2001 y 2010 (el cual ascendió a 16,27% en términos intercensales y a 1,70% desde el punto de vista anual), General Sarmiento tendría unos 971.518 habitantes a mediados de 2020 (4.938 hab./km²), por lo que sería el segundo partido más poblado del Gran Buenos Aires, después de La Matanza.

### Elecciones municipales

#### Elecciones en la década de 1990
|  | 54,05 % |

|  | 17,76 % |

|  | 14,85 % |

|  | 3,18 % |

|  | 1,96 % |

|  | 1,82 % |

|  | 0,94 % |

|  | 0,94 % |

|  | 0,91 % |

|  | 0,79 % |

|  | 0,66 % |

|  | 0,51 % |

|  | 0,39 % |

|  | 0,38 % |

|  | 0,37 % |

|  | 0,25 % |

|  | 0,24 % |

|  | 94,48 % |

|  | 4,58 % |

|  | 0,94 % |

|  | 81,68 % |

|  | 100 % |

|  | 55,75 % |

|  | 14,68 % |

|  | 13,27 % |

|  | 3,74 % |

|  | 2,26 % |

|  | 2,05 % |

|  | 1,67 % |

|  | 1,26 % |

|  | 1,15 % |

|  | 0,92 % |

|  | 0,80 % |

|  | 0,77 % |

|  | 0,62 % |

|  | 0,49 % |

|  | 0,30 % |

|  | 0,27 % |

|  | 95,44 % |

|  | 3,70 % |

|  | 0,86 % |

|  | 81,07 % |

|  | 100 % |

#### Elecciones en la década de 1980
|  | 58,49 % |

|  | 18,94 % |

|  | 7,30 % |

|  | 6,98 % |

|  | 5,75 % |

|  | 1,24 % |

|  | 0,50 % |

|  | 0,38 % |

|  | 0,23 % |

|  | 0,19 % |

|  | 94,80 % |

|  | 4,70 % |

|  | 0,50 % |

|  | 87,14 % |

|  | 100 % |

|  | 50,44 % |

|  | 33,27 % |

|  | 3,61 % |

|  | 2,87 % |

|  | 2,45 % |

|  | 1,92 % |

|  | 1,91 % |

|  | 0,85 % |

|  | 0,60 % |

|  | 0,58 % |

|  | 0,39 % |

|  | 0,33 % |

|  | 0,30 % |

|  | 0,26 % |

|  | 0,22 % |

|  | 96,94 % |

|  | 2,46 % |

|  | 0,60 % |

|  | 86,44 % |

|  | 100 % |

|  | 37,08 % |

|  | 33,97 % |

|  | 9,20 % |

|  | 7,51 % |

|  | 5,89 % |

|  | 2,86 % |

|  | 1,69 % |

|  | 0,76 % |

|  | 0,70 % |

|  | 0,34 % |

|  | 97,30 % |

|  | 1,87 % |

|  | 0,83 % |

|  | 84,98 % |

|  | 100 % |

|  | 52,27 % |

|  | 36,41 % |

|  | 3,19 % |

|  | 2,67 % |

|  | 1,69 % |

|  | 1,06 % |

|  | 0,84 % |

|  | 0,49 % |

|  | 0,42 % |

|  | 0,35 % |

|  | 0,31 % |

|  | 0,17 % |

|  | 0,13 % |

|  | 91,95 % |

|  | 7,68 % |

|  | 0,37 % |

|  | 85,94 % |

|  | 100 % |

#### Elecciones en la década de 1970 y 1960
|  | 37,35 % |

|  | 27,89 % |

|  | 20,49 % |

|  | 4,99 % |

|  | 4,80 % |

|  | 2,83 % |

|  | 1,65 % |

|  | 29,38 % |

|  | 70,14 % |

|  | 0,48 % |

|  | 55,22 % |

|  | 22,48 % |

|  | 3,43 % |

|  | 2,98 % |

|  | 2,28 % |

|  | 2,19 % |

|  | 1,86 % |

|  | 1,79 % |

|  | 1,72 % |

|  | 1,52 % |

|  | 1,16 % |

|  | 1,03 % |

|  | 0,64 % |

|  | 0,57 % |

|  | 0,42 % |

|  | 0,38 % |

|  | 0,33 % |

|  | 97,52 % |

|  | 2,48 % |

|  | 34,87 % |

|  | 28,26 % |

|  | 9,89 % |

|  | 8,87 % |

|  | 6,88 % |

|  | 4,81 % |

|  | 3,76 % |

|  | 2,65 % |

|  | 0,01 % |

|  | 65,20 % |

|  | 31,47 % |

|  | 3,33 % |